# Caridohabitans stylifera
Caridohabitans stylifera is een soort in de taxonomische indeling van de Myzozoa, een stam van microscopische parasitaire dieren. Het organisme komt uit het geslacht Caridohabitans en behoort tot de familie Cephaloidophoridae. Caridohabitans stylifera werd in 1978 ontdekt door Janardman.